# Syntretus longitergitus
Syntretus longitergitus är en stekelart som beskrevs av Chen och He 2001. Syntretus longitergitus ingår i släktet Syntretus och familjen bracksteklar. Inga underarter finns listade i Catalogue of Life.